# Madhouse (film 1974)
Madhouse è un film del 1974 diretto da Jim Clark.
È un film horror thriller statunitense con Vincent Price, Peter Cushing e Robert Quarry. È basato sul romanzo del 1969 Devilday di Angus Hall. Il film è conosciuto anche con il titolo The Revenge of Dr. Death.

## Trama
Paul Toombes è un attore conosciuto soprattutto per il suo ruolo di Dr. Death. Dopo che uno scandalo ha messo fine alla sua carriera cinematografica (la sua fidanzata era stata assassinata e Toombes era finito in un manicomio, sospettato ma mai condannato per il delitto), Toombes rianima il suo personaggio per una serie televisiva. Ma i componenti del cast e della troupe della nuova produzione cominciano a morire in modalità molto simili alle scene dei film di Toombes (le scene vengono rappresentate tramite spezzoni da altri film interpretati da Vincent Price per la American International Pictures, tra cui La città dei mostri, Il pozzo e il pendolo, I racconti del terrore, I maghi del terrore, Terrore e terrore e I vivi e i morti) e tutti sospettano di Toombes. Toombes deve quindi scoprire e affrontare il vero assassino, prima di diventare la prossima vittima.

## Produzione
Il film, diretto dal montatore premio Oscar Jim Clark su una sceneggiatura di Ken Levison, Greg Morrison e Robert Quarry (quest'ultimo, non accreditato per la sceneggiatura, interpreta inoltre il ruolo di Oliver Quayle) con il soggetto di Angus Hall (autore del romanzo), fu prodotto da Milton Subotsky per la American International Pictures tramite la Amicus Productions e girato nei Twickenham Film Studios a Londra, in Inghilterra.
Madhouse è molto liberamente basato su un romanzo intitolato Devilday (1969) di Angus Hall, in cui però ci sono molte cose diverse rispetto al film. Nel romanzo, il personaggio di Paul Toombes è un predatore sessuale libertino, che potrebbe aver realmente ucciso la moglie. Il suo alter ego cinematografico prende il nome Dr. Dis, non Dr. Death. Una ristampa del romanzo fu pubblicata sotto il titolo di Madhouse in concomitanza con l'uscita del film. Il film è l'ultimo interpretato da Price per la American International Pictures, una collaborazione durata quasi quindici anni e iniziata con gli adattamenti dei racconti di Edgar Allan Poe nei primi anni sessanta sotto la regia di Roger Corman.

## Distribuzione
Il film fu distribuito negli Stati Uniti dal marzo del 1974 al cinema dalla American International Pictures con il titolo Madhouse.
Alcune delle uscite internazionali sono state:
- in Ungheria (Őrültek háza)
- in Brasile (A Casa do Terror)
- in Germania Ovest (Das Schreckenshaus des Dr. Death)
- in Finlandia (Kauhujen kartano)
- in Messico (Manicomio)
- in Grecia (To spiti me ta fantasmata)

## Promozione
Le tagline sono:
- "Lights, Camera, Murder!".
- "If Stark Terror Were Ecstasy... living here would be sheer bliss!".